# Liechtensteini labdarúgó-szövetség

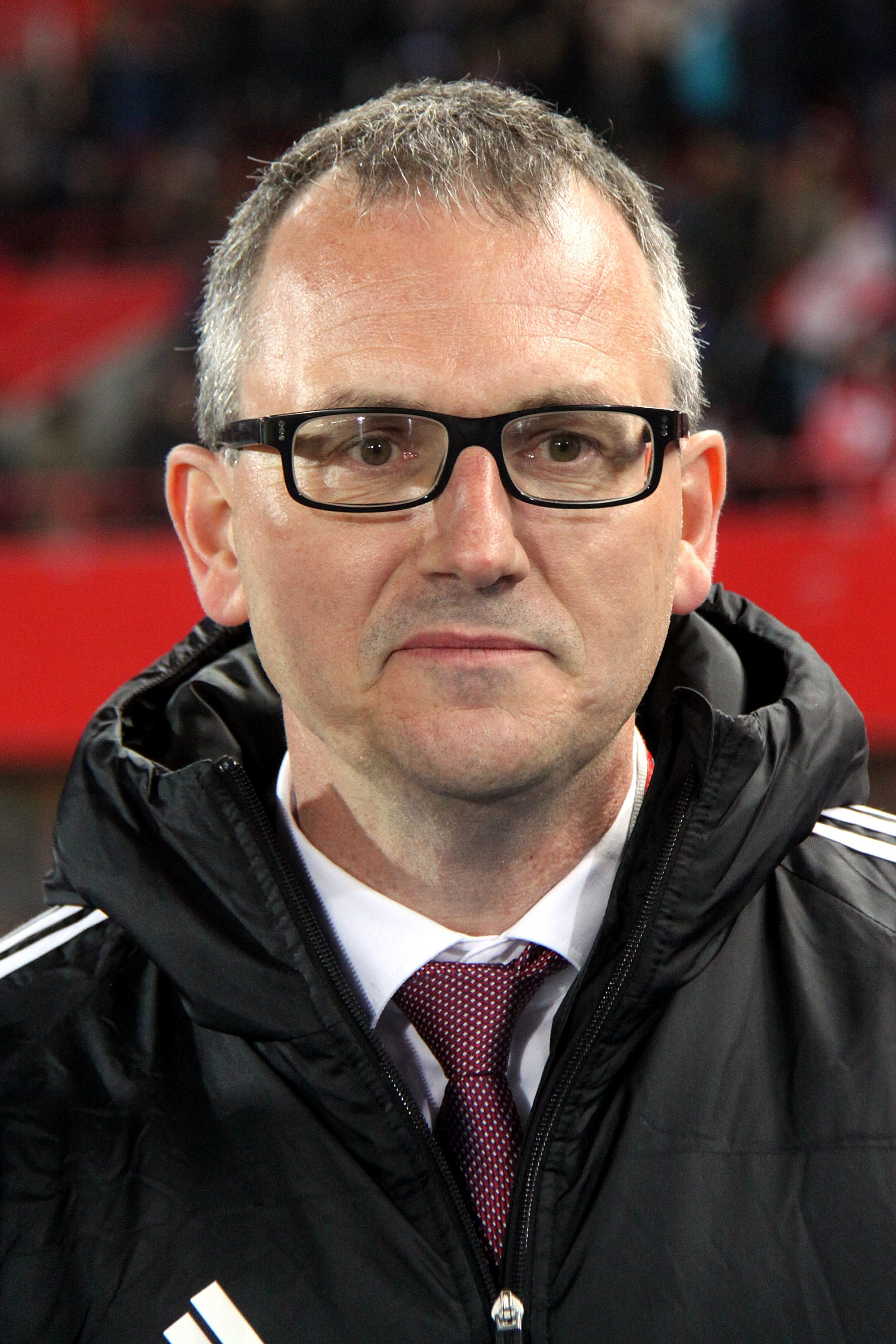
Hugo Quaderer elnök

A Liechtensteini labdarúgó-szövetség (németül: Liechtensteiner Fussballverband, rövidítve LFV) Liechtenstein nemzeti labdarúgó-szövetsége. 1934-ben alapították. 1974-től a FIFA és az UEFA tagja. A szövetség szervezi a liechtensteini kupát, és működteti a liechtensteini labdarúgó-válogatottat. Liechtenstein az egyetlen olyan UEFA tagország, amely nem szervez saját bajnokságot; a liechtensteini klubcsapatok a különböző svájci bajnokságokban szerepelnek. A szövetség székhelye Vaduzban található.

## Külső hivatkozások
- Hivatalos honlap
- Liechtenstein Archiválva 2018. július 25-i dátummal a Wayback Machine-ben a FIFA honlapján
- Liechtenstein az UEFA honlapján